# Diamantová sútra

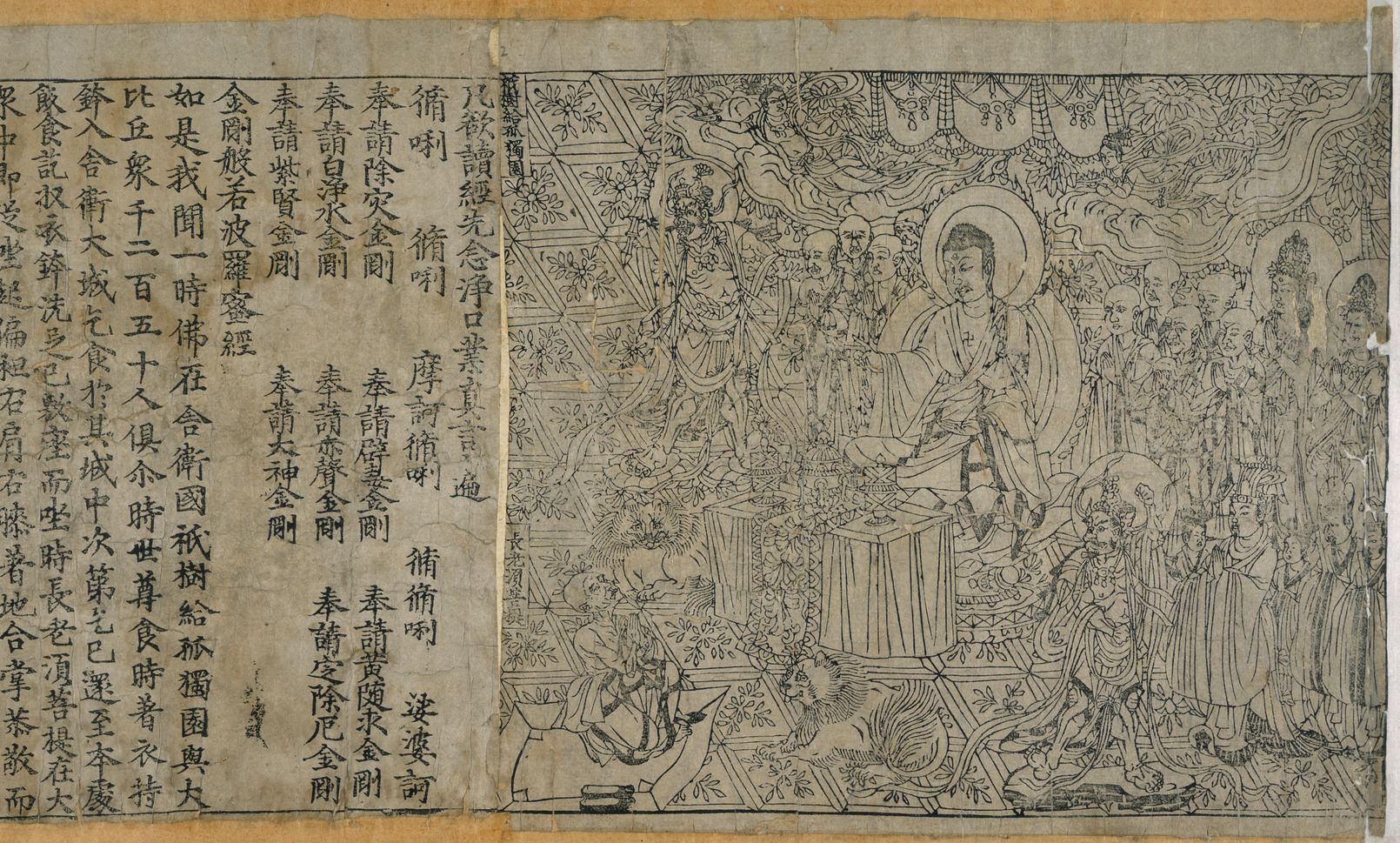
Čínská podoba Diamantové sútry z 9. století

Diamantová sútra (v sanskrtu: वज्रच्छेदिकाप्रज्ञापारमितासूत्र Vadžraččhédiká pradžňápáramitá sútra; čínsky: 金剛般若波羅蜜多經 Ťin-kang po-že' po-luo-mi-tuo ťing nebo zkráceně 金剛經 Ťin-kang-ťing) je krátká sútra mahájánového buddhismu, která se řadí do pradžňápáramitové literatury. Doslova by se název sútry dal přeložit jako „Sútra nejvyšší moudrosti ostré jako diamant“. Patří k velmi oblíbeným sútrám především ve východní Asii. Jejím obsahem je učení o bezpodstatnosti všech jevů, obklopujících člověka nebo probíhajících v jeho mysli. Tyto jevy jsou svou podstatou (obsahem) prázdné, iluzivní, což je zvlášť důležité pro ty, kteří provádějí meditaci. Právě pochopení toho, že všechny jevy hmotného světa i lidské mysli jsou iluze je podle buddhismu nutným předpokladem pro probuzení (osvícení).

## Historie
Diamantová sútra je součástí kánonu pradžňá páramitá súter a je vysoce ceněná spolu se Sútrou srdce. Její původ se odhaduje kolem roku 300-500 n.l. Kopie této sútry nalezená v Číně (v jeskynním komplexu Mo-kao) roku 1907, která je nyní uložena v Britské knihovně, je považována za nejstarší dochovanou ručně tištěnou knihu. Podle dodatku na konci 5metrového svitku ji zhotovil 11. května 868 jistý Wang Ťie. Jedná se o významnou sútru mahájánového buddhismu.

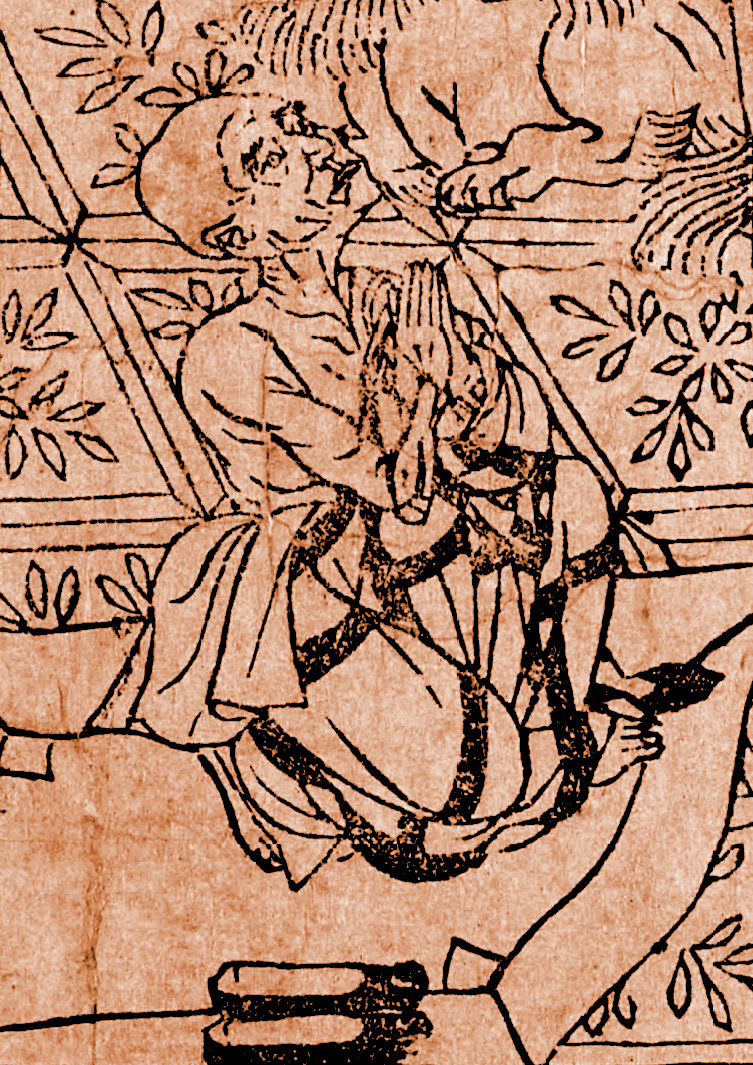
Subhuti na Diamantové sútře Dunhuang

## Kompozice a obsah
Úvod diamantové sútry se odvíjí od rozhovoru žáka Subhutiho s Buddhou Tathágathou v háji Dževatana v království Šrávastí. Subhuti žádá tathágathu o radu, jak naučit lid správné návyky praxe, která vede k dosažení Nejvyšší dokonalé moudrosti (anuttara-samjak-sambóddhi). Tathágatha, obklopený žáky, se ujme výkladu. Zbytek sútry se dělí na tathágathovi rady a závěr.
Praktikující (Bódhisattvové) by měli darovat osvobozeni od žádostivých myšlenek. Neměli by spojovat své myšlenky s vjemy jako zrak, sluch, čich, chuť hmat a předměty mysli. Ti, jež praktikují dávání, by měli praktikovat i nesobecké milosrdenství. Cílem je pochopit existenci „ne-já“ (anattá). Jedině tak pochopí, že zásluhy praktikujícího jsou tudíž vlastnictví všech žijících bytostí. Dosažením nejvyšší dokonalé moudrosti uvedou praktikující všechny žijící bytosti do nirvány. Pochopením prázdnosti slov lze tedy dosáhnout Nejvyšší dokonalé moudrosti. Představy, dharmy, myšlenky, ale i slova tudíž nejsou více reálné, než je hmota a jevy. Dle Davida Kalupahana je cílem sútry „vyhnout se extrémnímu užití jazyka, tudíž, odstranit jakoukoliv povinnost vůči představám zatímco uchováváme jejich pragmatickou hodnotu. Jinak by byli zcela prosty významu“.
V závěru tathagátha vysvětluje Subhutimu, že tento spis bude znám jako Diamantová sútra, neboť „Je to spis, jenž je tvrdý a ostrý, jako diamant, který odřízne všechny nesprávné představy a přívede na druhý břeh, k Osvícení.“.